# Sara Rothé
Sara Rothé (1699–1751), kunstverzamelaar in Amsterdam, werd bekend als de samensteller en eigenares van twee 18e-eeuwse poppenhuizen in het Frans Halsmuseum te Haarlem en het Gemeentemuseum te Den Haag. 

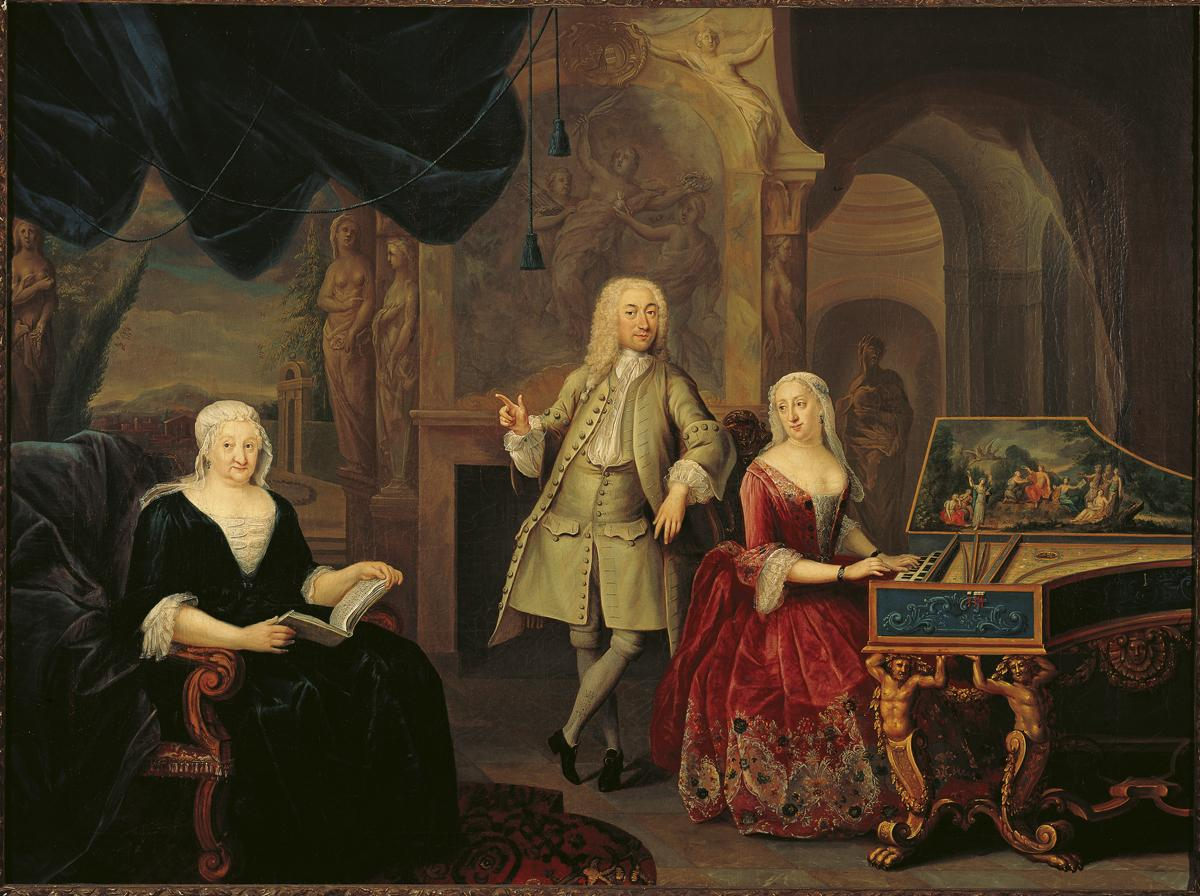
Jurriaan Buttner: De familie van Sara Rothé en Jacob Ploos van Amstel (1735)

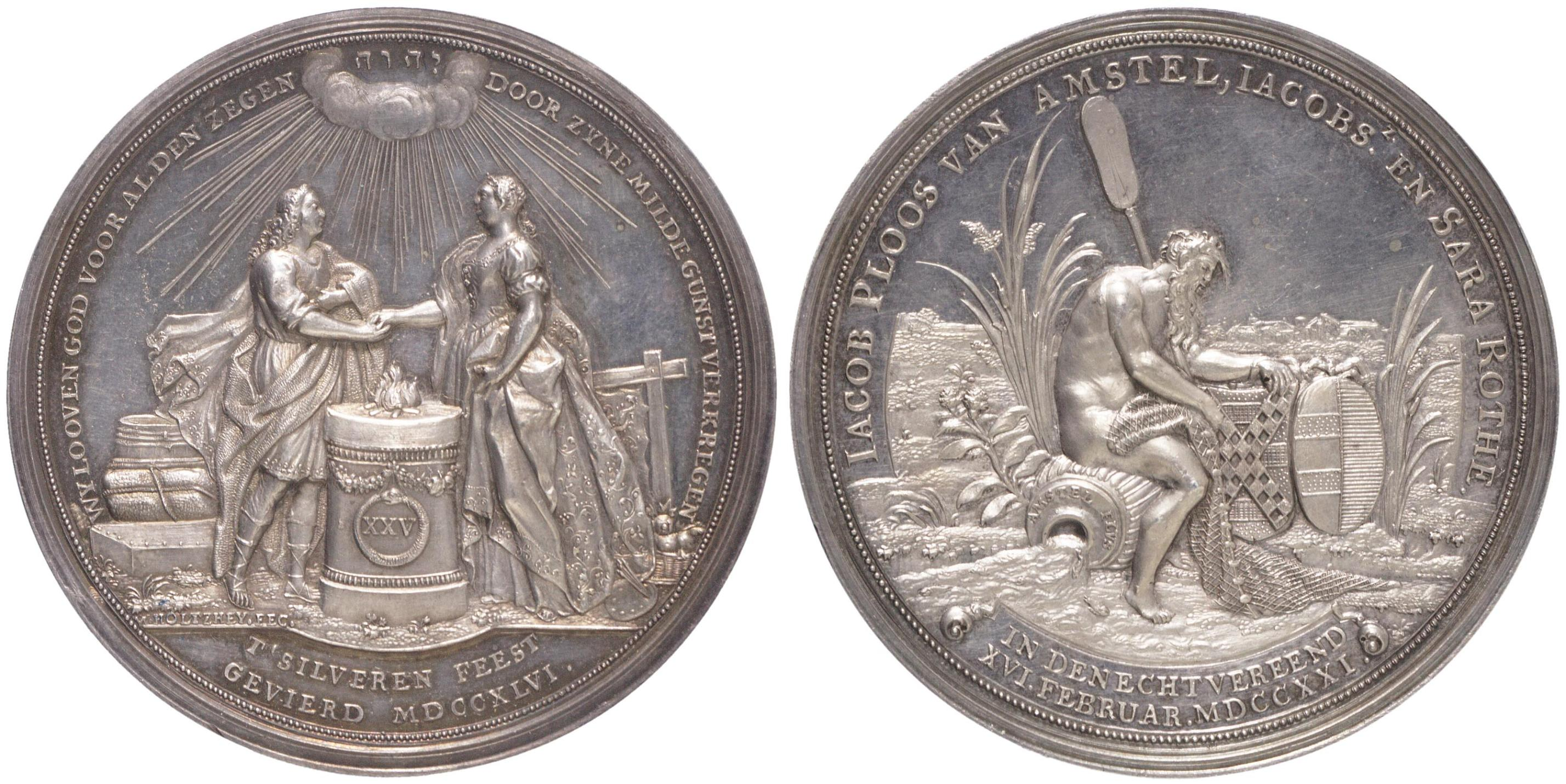
Penning ter ere van het zilveren huwelijksfeest van Sara en Jacob (1746)

## Levensloop van Sara
Sara Rothé trouwde op 16 februari 1721 met de zeer bemiddelde koopman Jacob Ploos van Amstel. Zij woonden in een huis aan de Keizersgracht te Amsterdam (tegenwoordig nummer 474), maar de zomermaanden brachten zij door aan het Spaarne bij Haarlem, in hun buitenplaats Klein-Berkenrode. 
In 1735 schilderde Jurriaan Buttner het echtpaar, samen met (waarschijnlijk) Rothé's moeder. Rothé zit aan het klavecimbel. Ter gelegenheid van het 25-jarig huwelijksfeest maakten familie en vrienden een boekje met 15 lofdichten; ook werd door Martin Holtzhey (1687-1764) een zilveren penning geslagen. De neefjes en nichtjes kwamen graag bij het echtpaar, dat bleek wel uit de gedichten.
Rothé was zeer ontwikkeld en had veel belangstelling voor de schone kunsten. Ze hield van borduren, kaartweven, muziek, schilderen en het samenstellen van haar twee poppenhuizen. 
Rothé en Ploos van Amstel hadden zelf geen kinderen. Na de onverwachte dood van Rothé in 1751 erfden twee nichtjes van Ploos van Amstel, Willemina en Anna Margaretha, de poppenhuizen van hun tante. Een nazaat van Anna verkocht in 1939 een van de twee poppenhuizen aan de kunsthandel van Jacques Goudstikker. In 1943 kwam het in het bezit van de echtgenote van Piet Rienstra van Stuyvesande, die het in 1958 verkocht aan het Frans Halsmuseum.

## Ontstaan van de poppenhuizen
Rothé had in 1743 op een veiling drie bestaande 17e-eeuwse poppenhuizen gekocht, vervaardigd door Cornelia van der Gon. Rothé gaf opdracht om deze poppenhuizen uit elkaar te nemen en er twee nieuwe van te bouwen. Meubelmaker Jan Meijer bouwde het eerste poppenhuis, het Haagse wortelnoten kabinet. Beide poppenhuizen hebben losse kamertjes, die als dozen in een kabinet zijn geplaatst. Rothé verving een deel van de oude zilveren keukenvoorwerpen. Ze vulde de collectie aan met nieuwe eigentijdse voorwerpen van oorspronkelijke materialen, zoals ijzer en porselein. Zelf maakte ze borduur- en kaartweefwerk. Ook kunstschilder Jurriaan Buttner werkte mee aan de poppenhuizen. Rothé schreef uitvoerig over het ontstaan in notitieboekjes. In een vierde boekje staat het draaimechanisme van het Haarlemse poppenhuis beschreven. Deze bewaard gebleven boekjes zijn voor wetenschappelijk onderzoek naar de poppenhuizen bijzonder waardevol. 

Het poppenhuis van Sara Rothé in het Frans Halsmuseum
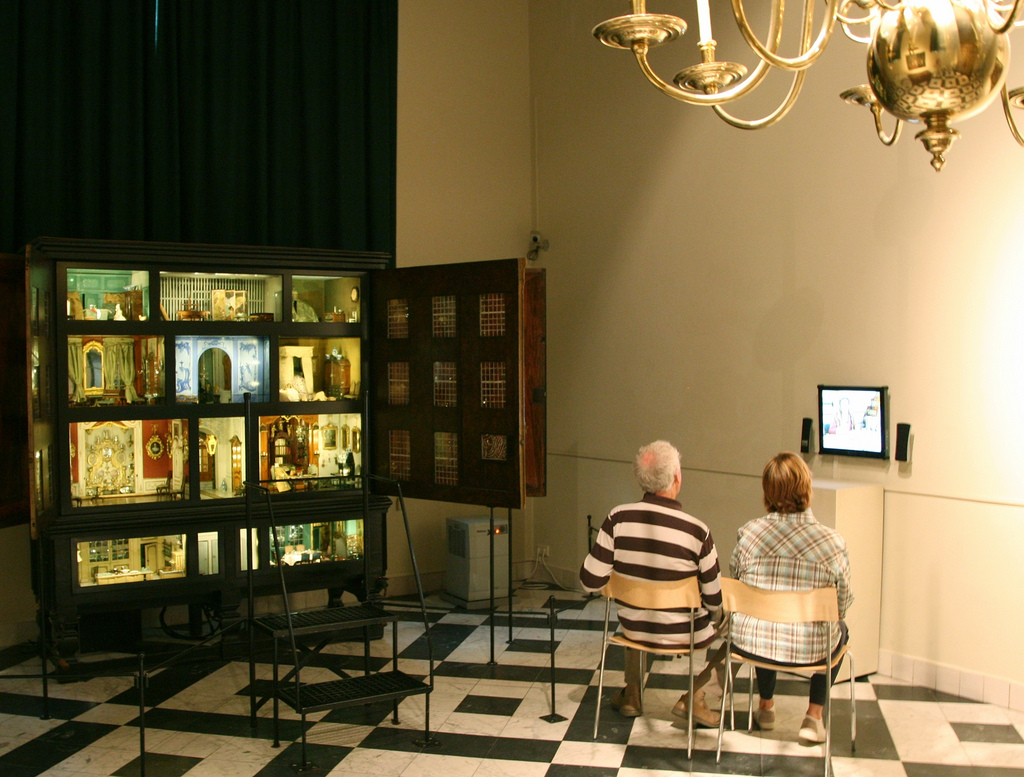
Sara's poppenhuis in het Frans Halsmuseum
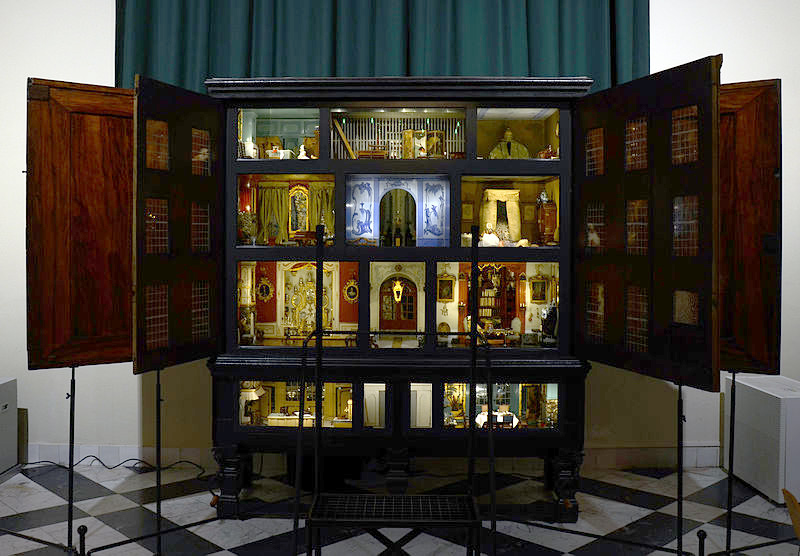
Vooraanzicht
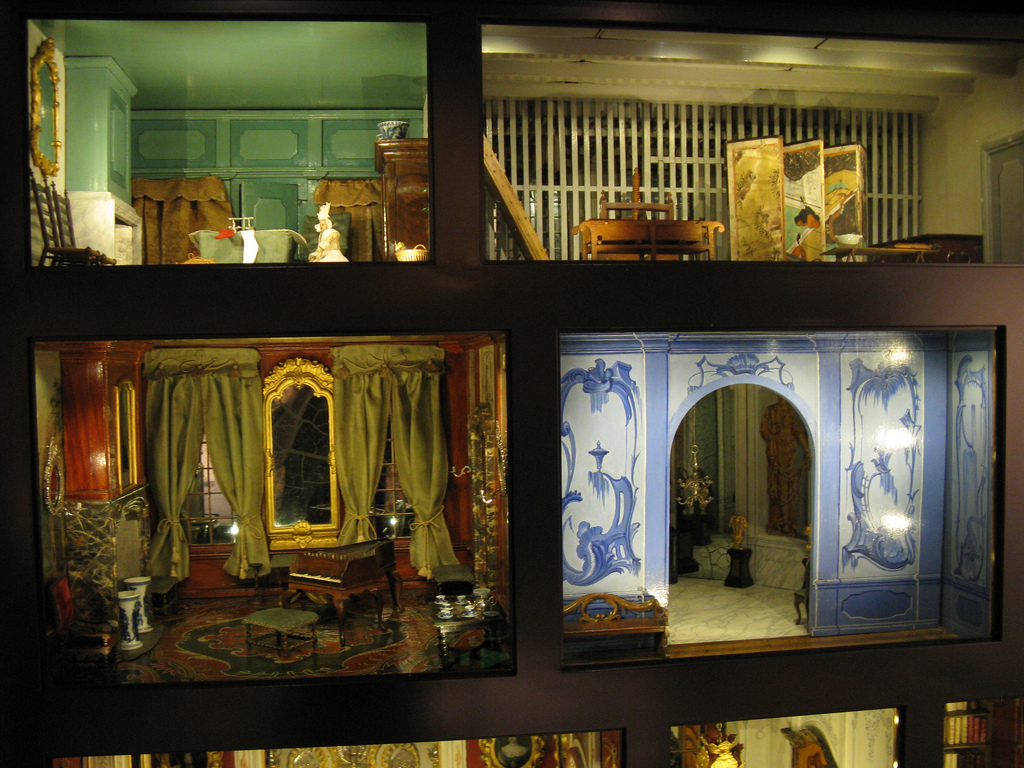
Enkele vertrekken
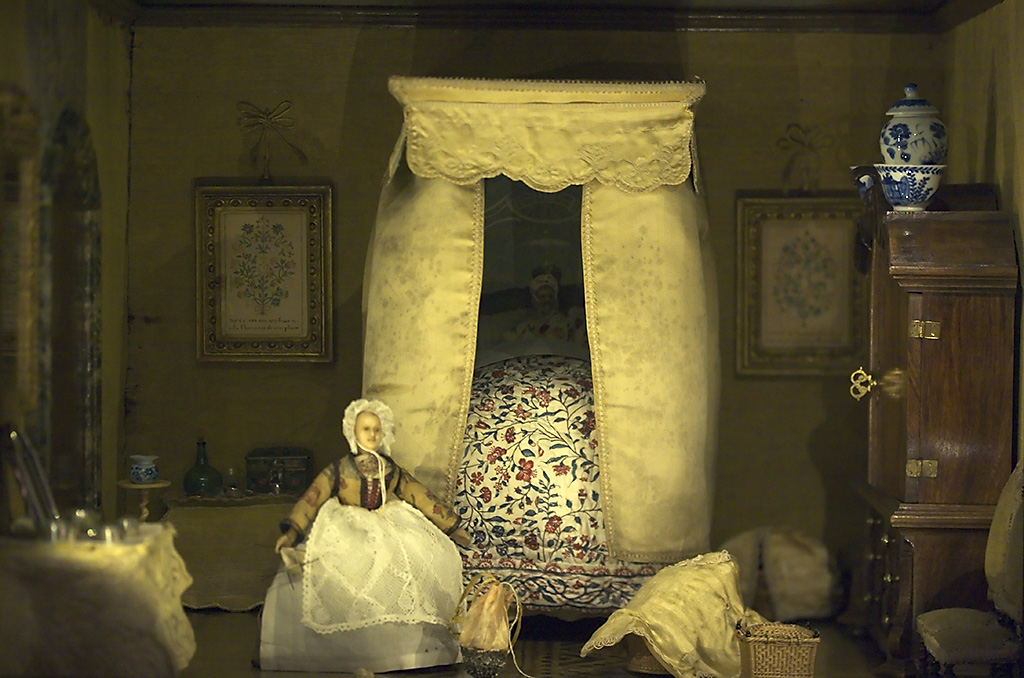
De kraamkamer
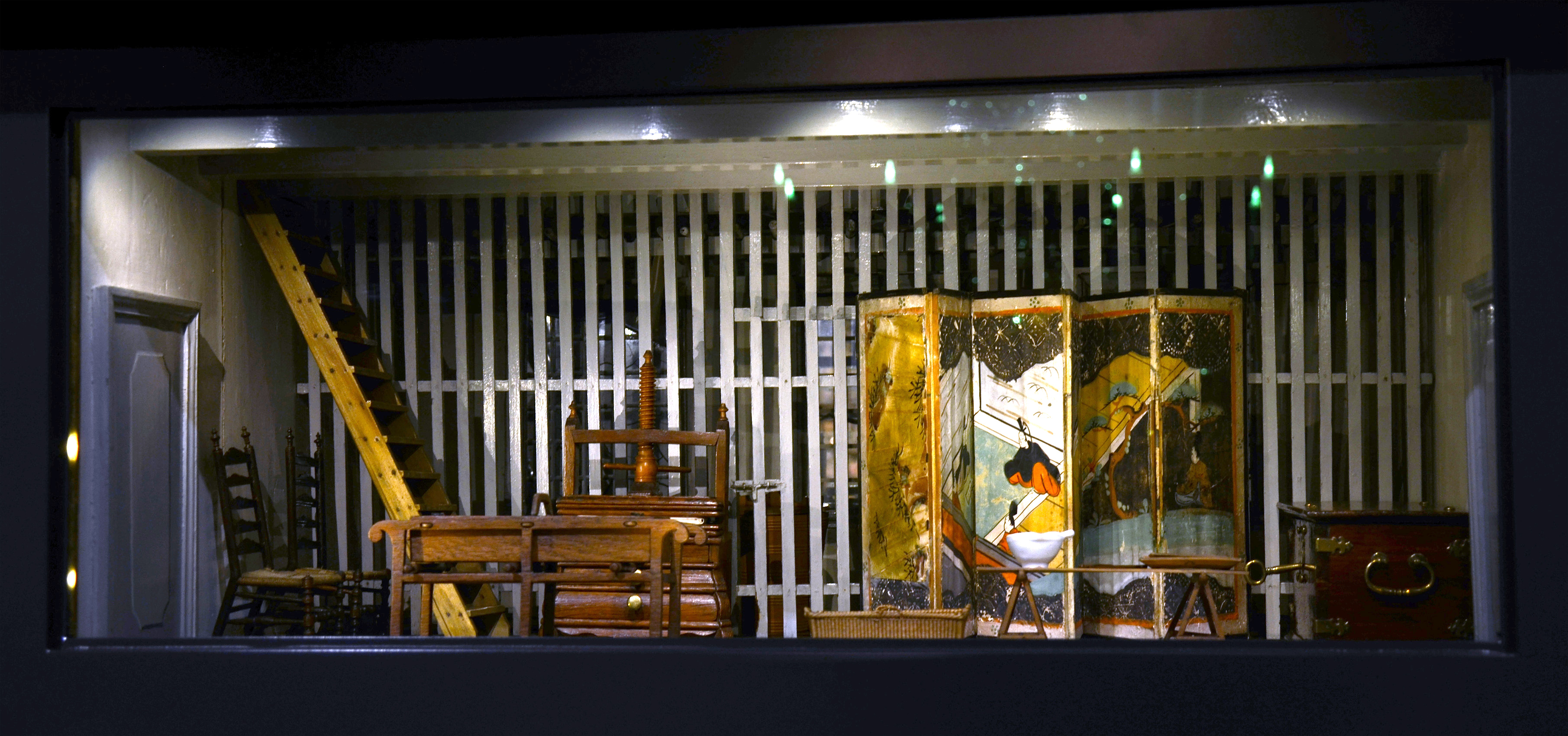
De zolder

## Kinderboek over Sara's poppenhuis in Den Haag
- Tjong-Khing, Thé en Anna Woltz: Nacht in het poppenhuis 2011 Leopold B.V. ISBN 9789025859428